# Norio Suzuki
Norio Suzuki (鈴木 規郎?, Suzuki Norio; Chiba, 14 febbraio 1984) è un ex calciatore giapponese, di ruolo centrocampista.